# Drebber
Drebber è un comune di 2.940 abitanti della Bassa Sassonia, in Germania.
Appartiene al circondario (Landkreis) di Diepholz (targa DH) ed è parte della comunità amministrativa (Samtgemeinde) di Barnstorf.

## Geografia antropica

### Suddivisioni amministrative
Il territorio comunale comprende le frazioni (Ortsteil) di Cornau, Deckau, Jacobidrebber e Mariendrebber.